# Paul Grimault
Pour les articles homonymes, voir Grimault (homonymie).
Paul Grimault, né le 23 mars 1905 à Neuilly-sur-Seine et mort le 29 mars 1994 au Mesnil-Saint-Denis, est un réalisateur de films d'animation français.

## Biographie

### Jeunesse
Il passe son enfance à Brunoy mais au début de la guerre de 1914, ses parents l'envoient en Normandie. En 1916, il s'installe à Paris avec sa famille. Il entre à l'école de dessin Germain-Pilon de 1919 à 1922. Il travaille ensuite dans l'atelier de décoration Pomone au Bon Marché. Après son service militaire (1925 - 1926), il est employé comme dessinateur de meubles au faubourg Saint-Antoine de 1927 à 1928.
Puis il entre comme dessinateur, en 1929, dans l'atelier de publicité de l'Agence Damour. Là, il y rencontre Jean Aurenche, Jean Anouilh et Jacques Prévert. Il participe au Groupe Octobre de 1931 à 1936. Il joue de petits rôles au cinéma notamment dans L'Atalante de Jean Vigo. En 1932 il réalise une bande publicitaire, La table tournante, avec Jean Aurenche.

### Cinéma d'animation

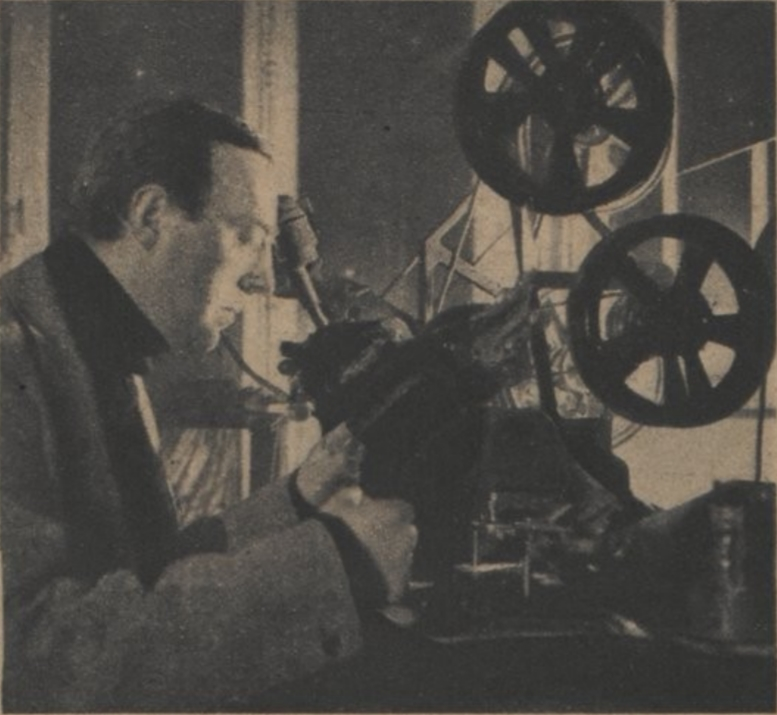
Paul Grimault en 1945.

Paul Grimault est réalisateur de films d'animation. En 1936, il crée avec André Sarrut, producteur de cinéma, la société de films d'animation Les Gémeaux qui se développe jusque vers 1950 puis fait faillite. Après la réalisation de plusieurs films publicitaires et de courts métrages d'animation, dont phénomènes électriques (une commande pour l'exposition internationale de Paris), le marchand de notes (1943) où apparait pour la première fois le personnage de Niglo, L'épouvantail qui reçoit le prix Émile-Reynaud en 1943, Le Voleur de paratonnerres, Le Petit Soldat première collaboration avec Prévert, Les Gémeaux débutent en 1947 un long métrage tiré du conte d'Andersen, La Bergère et le Ramoneur. Malgré la motivation des 150 employés des Gémeaux — animateurs, dessinateurs, décorateurs, monteurs, gouacheurs, traceurs, personnel administratif — qui s'investissent dans ce projet de long métrage, Paul Grimault et Jacques Prévert doivent faire face à de grandes difficultés financières pour boucler leur film après cinq ans de travail acharné. Le 13 mai 1953, la presse annonce la sortie du film le 29 mai et un budget de plus de 600 millions de Francs. André Sarrut termine et diffuse malgré tout La Bergère et le Ramoneur en bâclant la fin du film contre l'avis de Grimault et Prévert, qui renient cette version. En 1976, Paul Grimault rachète le négatif du film pour créer Le Roi et l'Oiseau selon ses souhaits avec l’aide de jeunes animateurs. À sa sortie, en 1980, il obtient le prix Louis-Delluc 1979, et 1,7 million de spectateurs vont voir le film.
Il crée en 1951 une seconde société d'animation, Les Films Paul Grimault, qui, outre Le Roi et l'Oiseau, produit des films comme La Légende de la soie, La Faim du monde (ou La Faim dans le monde), Le Diamant, Le Chien mélomane et son dernier long-métrage La Table tournante en collaboration avec Jacques Demy, qui réunit la plupart de ses courts-métrages d'animation.
Paul Grimault reçoit un César d'honneur lors de la 14e cérémonie des César en 1989.

#### Ses personnages

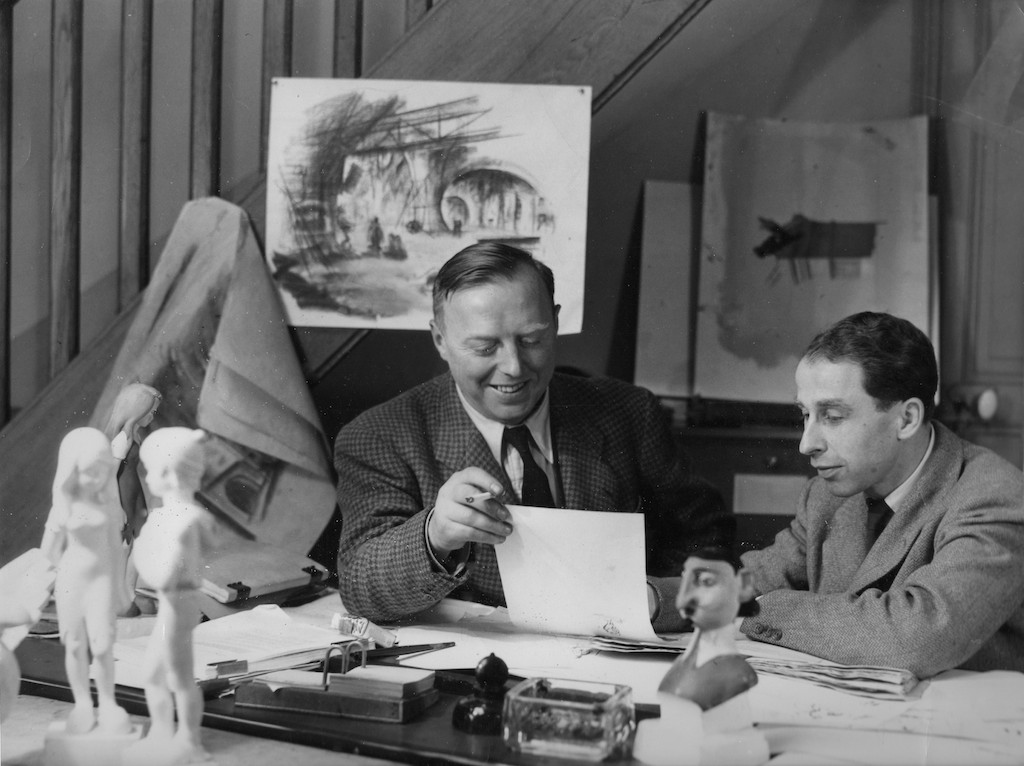
Paul Grimault et André Sarrut aux Gémeaux en 1953.

On a quelquefois considéré Paul Grimault comme le Walt Disney français, mais contrairement à ce dernier, il ne réutilise pas ses personnages. Il en fait évoluer certains, comme les flics jumeaux du Voleur de paratonnerres que rappelle Le Sir de Massouf de La Flûte magique, et qui deviendra Le Chef de la Police dans Le Roi et l'Oiseau. Gô des Passagers de la Grande Ourse deviendra de son côté Niglo du Marchand de notes, qui deviendra le Ramoneur du Roi et l'Oiseau.

#### Les animateurs
Beaucoup d'animateurs travaillent avec Paul Grimault entre 1936 et 1988. Au studio Les Gémeaux collaborent notamment Jacques Asséo, Vilma de Kiss, Gabriel Allignet, Léon Dupont, Georges Juillet, Henri Lacam, Alberto Ruiz, Jean Vimenet et Léon Dupont, Roger Ségui, Jacques Colombat, Jean-François Laguionie et Philippe Leclerc.

### Acteur
Depuis ses débuts dans des films publicitaires des années 1930 réalisés par Marcel Carné ou Jean Aurenche, Grimault multiplie les silhouettes et figurations dans les films de ses proches, et particulièrement ceux qui réunissent ses amis du Groupe Octobre. L'une des plus connues est celle d'un ouvrier typographe dans Le Crime de M. Lange de Jean Renoir (1936). L'une des dernières est une silhouette d'ouvrier maladroit dans Mon oncle de Jacques Tati (1958).

### Mort

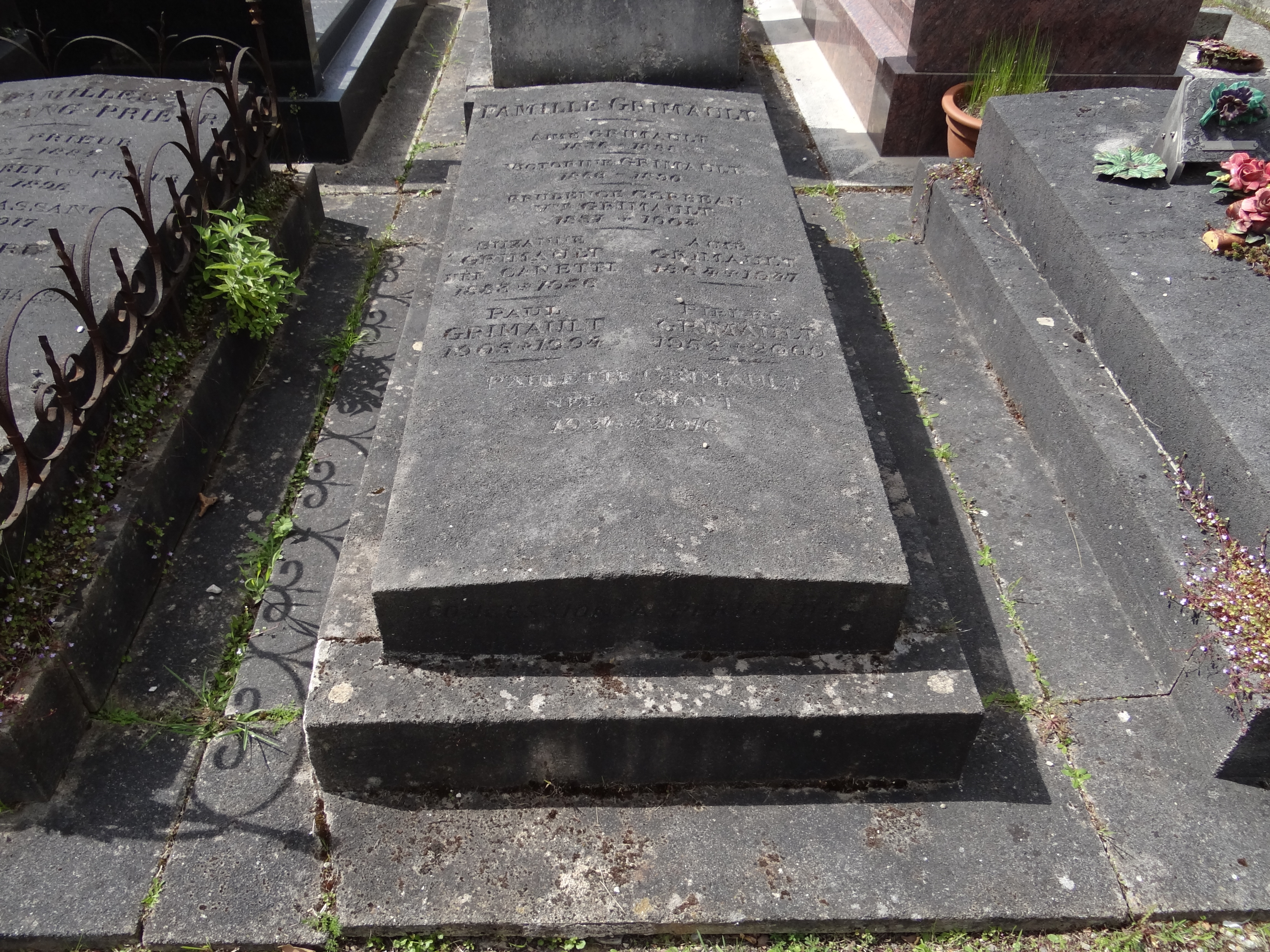
Tombe de Paul Grimault au cimetière de l'Ouest de Boulogne-Billancourt.

Paul Grimault meurt le 29 mars 1994 au Mesnil-Saint-Denis, à l'âge de 89 ans. Il est inhumé dans le caveau de famille paternel, situé dans la 9e division du cimetière de l'Ouest à Boulogne-Billancourt.

## Postérité
Parmi les nombreux réalisateurs de films d'animation qui reconnaissent l'influence sur leur œuvre des films de Paul Grimault, figurent les grands maîtres japonais Isao Takahata et Hayao Miyazaki. Cette filiation artistique majeure pour le dessin animé contemporain a notamment fait l'objet d'une grande exposition à l'Abbaye de Fontevraud en 2008 (commissariat de Jean-Pierre Pagliano, Xavier Kawa-Topor et Ilan Nguyen).

## Filmographie

### Longs métrages
- 1953 : La Bergère et le Ramoneur, film contesté par ses auteurs[11]. D'après le conte de Hans Christian Andersen.
- 1980 : Le Roi et l'Oiseau, réalisé en réutilisant une partie des plans de  La Bergère et le Ramoneur. Ce film a reçu le Prix Louis-Delluc en décembre 1979, avant sa sortie en salle le 19 mars 1980[12].
- 1988 : La Table tournante, film réalisé en collaboration avec Jacques Demy, il regroupe une grande partie de ses courts-métrages, et une courte séquence (le Fou du Roi) spécialement conçue pour être intégrée au film[13].
  - Le 6 novembre 2019 sortent de nouveau dans les salles au cinéma deux programmes de courts métrages restaurés de Paul Grimault pour les petits et pour les grands (42 minutes et 62 minutes) intitulé Le monde animé de Grimault[14], soit 8 dessins animés : Le petit soldat, Le marchand de notes, L'épouvantail, Le voleur de paratonnerres, Les passagers de la grande ourse, Le chien mélomane, Le diamant et La flûte magique[15].

### Courts métrages
- 1936 : Monsieur Pipe fait de la peinture  (inachevé ; film-école qui lui permet d'apprendre son nouveau métier)
- 1937 : Phénomènes électriques
- 1938 : Le Messager de la lumière
- 1938 : L'enchanteur est enchanté
- 1938 : Sain et Sauf
- 1939 : Gô chez les oiseaux  ou  Gô s'envole (inachevé, deviendra Les Passagers de la grande Ourse)
- 1941 : Les Passagers de la Grande Ourse
- 1942 : Le Marchand de notes
- 1942 : La Machine à explorer le temps (inachevé)
- 1942 : L'Épouvantail
- 1944 : Le Voleur de paratonnerres - Grand Prix du dessin animé à la Biennale de Venise, 1948
- Niglo reporter (inachevé)
- 1946 : La Flûte magique
- 1947 : Le Petit Soldat - Prix international, Biennale de Venise, 1948, grand Prix des Festivals de Prague et Rio, 1950
- 1950 : La Légende de la soie (conçu pour le syndicat de la soie)
- 1952 : Pierres oubliées - Biennale de Venise , 1948 : Prix international, Biennale de Venise; 1950 : Grand prix du Festival de Rio ; 1950 : Grand Prix du Festival de dessin animé de Prague
- 1956 : Enrico cuisinier (coréal. Pierre Prévert) (c'est le dernier court-métrage d'une série burlesque en vues réelles)
- 1957 : La Faim du monde ou la faim dans le monde (commande de l'UNESCO) ; il sera repris et retravaillé en 1969 dans une nouvelle version commentée : le Monde en raccourci
- 1964 : Le petit Claus et le grand Claus
- 1970 : Le Diamant (sorti en complément de L'Aveu de Costa-Gavras)
- 1973 : Le Chien mélomane
- Séquences d'animation projetées pendant le spectacle mis en scène à la Comédie-Française au théâtre de l'Odéon par Jacques Sternberg : C'est la guerre, Monsieur Gruber.

## Publications

### Ouvrages de Paul Grimault
- Le Roi et l'oiseau, en collaboration avec Jacques Prévert, Paris, Gallimard, 1980 (album tiré du film homonyme).
- Traits de mémoire, préface de Jean-Pierre Pagliano, Paris, éditions du Seuil, 1991.

### Livres illustrés par Paul Grimault
- Jean L'Hôte, La communale, Paris, éditions du Seuil, 1957.
- Albert Simonin, Le Petit Simonin illustré, édition Pierre Amiot, 1957.

### Albums tirés de films de Paul Grimault
- Paul Mariel, Les passagers de la Grande Ourse, Paris, Gallimard, 1944
- Paul Guth, L'Épouvantail, Paris, Gallimard, 1946

### Ouvrages sur l'œuvre de Paul Grimault
- Jean-Pierre Pagliano, "Paul Grimault", éditions Lherminier, Paris, 1986 (réédité chez Dreamland en 1996)
- Jean-Pierre Pagliano, "Le Roi et l'Oiseau. Voyage au cœur du chef-d’œuvre de Prévert et Grimault", éditions Belin, "Paris, 2012 (réédité chez Capricci en 2024).
- « Hommage à Paul Grimault », 54e rencontre internationale du cinéma, Pontarlier, 1999
- Paul Grimault, artisan de l'imaginaire, catalogue d'exposition, édition Mission pour l'aménagement du Palais de Tokyo, 1991

## Radio
- Cinq entretiens "à voix nue" de Jean-Pierre Pagliano avec Paul Grimault, France Culture, du 5 septembre au 3 octobre 1985
- Le Bon Plaisir de Paul Grimault par Jean-Pierre Pagliano, France Culture, 21 décembre 1991. Avec la participation, notamment, de Maurice Baquet, Francis Lemarque, Gabriel Allignet, Jacques Asséo et Jean Vimenet.

## Distinctions

### Prix
- 1943 : Prix Émile-Reynaud pour L'Épouvantail
- 1943 : Mention pour le Prix Émile-Cohl non décerné cette année, pour L'Épouvantail
- 1979 : Prix Louis-Delluc pour Le Roi et l'oiseau
- 1989 : César d'honneur

### Décorations
- Commandeur de l'ordre des Arts et des Lettres Il est fait commandeur le 28 septembre 1984[16].

### Hommages
Le groupe de rock français Noir Désir rend hommage au réalisateur dans Un jour en France, titre paru sur l'album 666.667 Club : « Y’avait Paul et Mickey On pouvait discuter Mais c’est Mickey qui a gagné. Allez d’accord, n’en parlons plus ».
Dans le 13e arrondissement de Paris, le square Paul-Grimault lui rend hommage.